# Le 5000 dita del Dr. T
Le 5000 dita del Dr. T. (The 5,000 Fingers of Dr. T) è un film del 1953 diretto da Roy Rowland.
È un musical di fantasia noto per essere stato uno dei migliori scritti da Theodor Seuss Geisel (il famoso "Dr. Seuss"), che creò la trama della storia, l'adattamento scenografico e le musiche. Il film ebbe un tale successo che venne riproposto nel 1958 con il titolo di Crazy Music con una nuova colonna sonora ad opera di Glen Roven.

## Trama
Bart Collins vive con la giovane madre vedova Heloise. La peggior prova con cui Bart deve confrontarsi nella sua giovane vita sono le odiate lezioni di piano che è forzato a seguire sotto la dura e autoritaria tutela del Dr. Terwilliker. Bart ritiene che la propria madre sia caduta sotto la terribile e sinistra influenza di Terwilliker, e invita perciò a fargli visita l'idraulico August Zabladowski, ma senza significativi risultati. Mentre sta svolgendo uno dei suoi noiosi esercizi, Bart cade in un sonno profondo ed entra in un sogno fantastico e musicale.
Nel sogno, Bart è intrappolato nell'Istituto Terwilliker, dove l'insegnante di pianoforte è ora un pazzo dittatore che rinchiude tutti i musicisti che non suonano il pianoforte nelle prigioni del palazzo e che ha costruito un piano talmente grande da richiedere Bart e altri 499 ragazzi schiavizzati (di modo da formare le famose 5000 dita) per suonarlo. La madre di Bart, ipnotizzata da Terwilliker, è diventata la sua assistente ed è intenzionata a sposarlo, e Bart trama per salvare sia se stesso che lei. Egli tenta di ritrovare Zabladowski, che qui è stato incaricato di installare tutte le strutture sanitarie dell'Istituto; dopo molto scetticismo ed esitazione, l'idraulico si convince ad aiutarlo. ("Dovremmo credere più spesso ai bambini. Dovremmo anche credere più spesso che essi mentono.") I due costruiscono un curioso marchingegno Air Wick per succhiare ogni sorta di suono che distruggerà il concerto iniziale d'inaugurazione del grande pianoforte dell'istituto. Il successo dell'operazione, porta i ragazzini alla rivolta e consente a Bart e agli altri la fuga.
Il film si conclude con il ritorno a casa di Bart, Zabladowski infine sposa Heloise. Bart fugge dal piano e trionfalmente torna a giocare.

## Produzione
Dopo il debole successo di Gerald McBoing-Boing, per Geisel Le 5000 dita del Dr. T rappresentò un autentico successo nel 1951, facendogli seguire uno scritto di 1200 pagine dove esprimeva chiaramente la sua intenzione nel film di evidenziare "i temi della dominazione e dell'oppressione nel mondo provenienti dalla Seconda Guerra Mondiale" Geisel spostò le riprese da La Jolla, in California, direttamente a Los Angeles per "permettergli di essere maggiormente coinvolto nella produzione" e non a caso i disegni del set e la coreografia appaiono largamente ispirati da lui.
Hans Conried era assolutamente entusiasta del suo ruolo, giungendo a dichiarare "Non ho mai recitato questa parte prima e probabilmente non la reciterò mai più. Ci ho pensato per otto settimane prima di accettare. Il successo che ho avuto nella parte ha letteralmente cambiato la mia vita".
Prima della presentazione definitiva del film, vennero realizzate alcune modifiche fra cui il taglio di 11 delle 24 scene musicali originarie che invece compaiono ancora nella colonna sonora originale che venne pubblicata integralmente.
Tra gli altri personaggi sinistri si ricordano i gemelli siamesi sui pattini, uniti dalla loro barba, un uomo intrappolato in un gigantesco tamburo e un boia che si occupa della gestione dell'ascensore che canta ad ogni piano raggiunto la "The Elevator Song". Il guardiano delle prigioni è interpretato dall'ex pugile professionale Henry Kulky. Il personaggio di Bart Collins venne più volte utilizzato dal Regno Unito per campagne pubblicitarie contro la droga.

## Musica
La musica venne composta da Frederick Hollander (nato Friedrich Hollaender) sulla base di canzoni scritte dal Dr. Seuss, e la colonna sonora venne candidata agli Academy Award del 1953. Venne pubblicato a proposito un CD da El in associazione con la Cherry Red Records Ltd (ACMEM126CD), che includeva anche numerose canzoni non comprese all'interno del film:
- My Favorite Note (Hans Conreid)
- Oh! We Are the Guards (I gemelli siamesi sui pattini)
- I Will Not Get Involved Parte 1 e 2 (Peter Lind Hayes)
- Grindstone (Peter Lind Hayes)
- Money (Peter Lind Hayes)
- Terwilliker (Hans Conreid e Mary Healy)
- I Will Not Go To Sleep (Hans Conreid)
- Many Questions (Mary Healy)
- One Moment Ago (Versione per coro ed orchestra)

## Influenze in altre opere
- Il personaggio di Telespalla Bob Terwilliger de I Simpson è probabilmente un omaggio al cattivo di questo film; oltre al nome, entrambi i personaggi sono cattivi "aristocratici" che sono sfidati da un ragazzo chiamato Bart.
- Bart e l'eroe Patrick McGoohan nella serie televisiva Il prigioniero tentano entrambi di scappare da un luogo ove sono tenuti prigionieri e viene a loro assegnato un numero.
- Zabladowski veste una M-1941 Field Jacket, guida una jeep, e fa frequenti riferimenti al suo periodo in servizio militare (non dimentichiamo che la Seconda Guerra Mondiale era da poco terminata, e il mito della marina americana era ancora molto forte).
- Tra gli altri personaggi sinistri si ricordano i gemelli siamesi sui pattini, uniti dalla loro barba, un uomo intrappolato in un gigantesco tamburo e un boia che si occupa della gestione dell'ascensore che canta ad ogni piano raggiunto la "The Elevator Song". Il guardiano delle prigioni è interpretato dall'ex pugile professionale Henry Kulky.
- Healy e Hayes erano sposati realmente anche quando girarono il film.
- È stata realizzata un'altra versione del musical a Broadway, con una nuova colonna sonora ad opera di Glen Roven.
- Il personaggio di Bart Collins venne più volte utilizzato dal Regno Unito per campagne pubblicitarie contro la droga.

## Distribuzione
In Italia il film, completamente sconosciuto ai più, arrivò direttamente per la televisione. Venne trasmesso da Raitre martedì 23 luglio 1985 alle 22:05 per la rassegna "Eccentriche visioni", curata da Enrico Ghezzi e Maria Letizia Gambino. Essendo fin a quel momento inedito venne approntata un'edizione italiana. È stato ritrasmesso dallo stesso canale solamente un'altra volta, il 31 dicembre dello stesso anno, a mezzanotte.
Non risulta esser uscito mai su nessun supporto home video fino al 24 luglio 2012, quando Sinister Film lo pubblica per la prima volta in DVD, recuperando così il doppiaggio televisivo Rai.